# 張濂 (嘉靖進士)
張濂（1512年—1561年），字子清，號澤山，浙江杭州府仁和縣人，明朝政治人物。

## 生平
嘉靖十年（1531年）辛卯科浙江鄉試第一名。嘉靖十七年（1538年）戊戌科進士。授刑部陕西司主事，改吏部验封司主事。歷官吏部稽勋司员外郎、文选司郎中，二十七年十二月擢升通政司右通政、提督誊黄。二十九年八月鞑靼入侵至京师，预守都城朝阳门，以功擢都察院右佥都御史，提督京畿南北屯田。不久，因坐讪左迁，故而辞归。

## 家族
曾祖張鵬，曾任義官；祖父張綬，曾任壽官；父張應禎，號爱山，曾任聽選官。母吳氏。严侍下。
堂兄张瀚，官至吏部尚書；堂弟张洽，官兵部武库司郎中。